# آزمون یونکر
آزمون یونکر (انگلیسی: Junker test) یک آزمایش مکانیکی است که برای تعیین نقطه‌ای که درزهای پیچی در هنگام قرار گرفتن در معرض بارگذاری برشی ناشی از ارتعاشات عرضی، پیش‌تنیدگی خود را از دست می‌دهد، استفاده می‌شود.
مهندسان طراح از آزمون یونکر برای تعیین نقطه‌ای که اجزای اتصال‌دهنده‌ها، مانند مهره‌های قفل، گوه‌ها و واشرهای قفل در هنگام قرار گرفتن در معرض ارتعاش از کار می‌افتند، استفاده می‌کنند. داده‌های جمع‌آوری شده توسط این آزمایش مهندسان طراح را قادر می‌سازد تا اتصال‌دهنده‌هایی را مشخص کنند که تحت طیف وسیعی از شرایط بدون شل شدن کار می‌کنند.
تحقیقات در مورد علل خودشل شدن ناشی از ارتعاش بست‌های رزوه‌ای شش دهه طول کشیده است و علل خودشُل شدن اکنون به خوبی درک شده است. تحقیقات تجربی پیشگام در مورد رفتار اتصالات پیچی تحت بارهای عرضی، توسط مهندس آلمانی «گرهارد یونکر» در اواخر دهه ۱۹۶۰ انجام شد که اساس نظریه‌های مدرن در مورد رفتار خودشل شدن را تشکیل می‌دهد.
روش و دستگاه آزمایشی یونکر که در مقاله ۱۹۶۹ او توضیح داده شده است، از آن زمان به عنوان آزمون یونکر شناخته شده است و در استانداردهای بین‌المللی اتصال‌دهنده‌ها مانند DIN 65151 پذیرفته شده است. آزمون یونکر روش تثبیت شده‌ای است که برای تجزیه و تحلیل رفتار خودشل شدن بست‌های رزوه‌ای ایمن و ناامن در شرایط بارگذاری عرضی توسط تست ارتعاش استفاده می‌شود.